# Кевлар
Кевларът е органичен полимер, пара-арамидно влакно, устойчиво на влага и гниене. Кевларът е изобретен през 1966 г. от Стефани Куолек за фирмата DuPont, която притежава лиценза за производството му. Влакната от този материал имат поразителни якостни качества. Проба от кевлар е до 5 пъти по-здрава от проба от стомана със същото тегло. Издържа на температура до 450 °С, като над тази температура сублимира. Тези качества го правят незаменим в производството на бронирани жилетки, работни облекла, подложки за дискови спирачки, топлоизолации и фитили за факли, както и в производството на автомобили и на военната техника.
Стефани Куолек е американска химичка, родена в семейство на полски емигранти. За откриването на кевлара тя получава медала „Лавоазие“ на компанията DuPont, като до началото на 2015 г. тя е единствената жена в компанията, носител на това отличие. Куолек почива на 18 юни 2014 г. в Уилмингтън (Делауеър) след кратко боледуване, на 90-годишна възраст.